# Oratori de Sant Benet de Palerm
L'Oratori de Sant Benet de Palerm és una obra de la Cellera de Ter (Selva) inclosa a l'Inventari del Patrimoni Arquitectònic de Catalunya.

## Descripció
Petit edifici de planta quadrada cobert amb una teulada de doble vessant a laterals. Està situat en una posició elevada per un aterrassament i s'hi accedeix per unes escales laterals, fetes de pedra, argamassa i rajols. Davant de la capelleta hi ha un sòl, decorat amb un escut de la Cellera fet de còdols petits, i una paret mínima de tancament del recinte.
L'única obertura de la construcció és una finestreta rectangular que té una reixa de ferro forjat de l'època de la seva construcció, al segle xix (1854). Als peus d'aquesta finestra hi ha un petit escaló que serveix als fidels interessats per a agenollar-se en les seves prèdiques i tradicionals demandes al sant en qüestió.
A l'interior hi ha una fornícula absidiada amb decoració superior de conxa i pintura blanca, blava i marró. Degut a diferents actes incívics i bretolades la imatge del sant ha estat boicotejada diverses vegades, per la qual cosa ara no n'hi ha cap.
Damunt de la teulada, que té un ràfec de doble filera de rajol i teula girada, hi ha una creu de ferro forjat.

## Història
Petita construcció del segle xviii que es troba dins la propietat de Can Vinyoles d'Avall en el vell camí del Pla d'Amunt (Veure la fitxa referent a Vinyoles d'Avall de La Cellera de Ter, Selva).
La devoció a aquest sant italià famós a Amèrica del Sud s'ha relacionat amb les relacions d'algun membre de la família amb el comerç ultramarí o amb contactes religiosos amb Itàlia.
La construcció de l'oratori s'ha relacionat amb la prometença de la família de Can Vinyoles d'Avall durant una gran tempesta elèctrica que va destruir una part de la casa, cosa que encara es pot observar en la façana i la cornisa del predit mas.
De mode similar, a la masia de Can Vinyes (Veure la fitxa referent a Can Vinyes de La Cellera de Ter, Selva) hi ha també un oratori dedicat també a un sant d'origen italià, Sant Pelegrí (Veure la fitxa referent a l'Oratori de Sant Pelegrí de La Cellera de Ter, Selva), encara que construït anteriorment, a finals del segle xviii. L'estructura és similar i copiada de la de l'Oratori del mas de Can Vinyes. L'Oratori de Sant Benet esdevingué, però, molt més concorregut i popular que el de Sant Pelegrí. De tota manera, tots dos oratoris estaven situats a la part baixa de dues grans propietats i al pas de camins molt concorreguts, el que menava a Plantadís en el cas de l'Oratori de Sant Pelegrí i el que anava cap al Pasteral i cap a Amer en el cas de l'Oratori de Sant Benet. Com que esdevingueren llocs prou transitats, precisament per això es van situar als límits d'aquestes propietats.
L'element més interessant d'aquesta construcció és la reixa de ferro forjat, que és l'original del segle xix.
Durant les dècades dels 70 i 80 del segle XX ha estat restaurat i acondicionat per l'Agrupament Escolta de La Cellera de Ter.